# Giuseppe Emanuele Ortolani
 (septembre 2024).
Giuseppe Emanuele Ortolani (Cefalù, 1758 - Palerme, 1828) est un avocat et littérateur sicilien.

## Biographie
Giuseppe Emanuele Ortolani naquit, en 1758, a Cefalù.
Partisan de la révolution française, il se rendit à Paris en 1797, et devint l'un des commissaires du gouvernement français pour la recherche des objects de sciences et d'arts. Il enrichit la bibliothèque d'un certain nombre de manuscrits importants, et retourna dans les Deux-Siciles, en 1806, quand la guerre éclata entre Naples et la France.

## Œuvres
Giuseppe Emanuele Ortolani est auteur de plusieurs ouvrages, tels que Leggi antiche di Sicilia, Tasse antiche e moderne di Sicilia, etc. etc. On lui doit une traduction italienne de l'Essai sur les progrès de l'esprit humain, par Condorcet. Ortolani ne s'est pas borné à écrire en italien ; il a traduit de l'italien en français l'ouvrage de l'abbé Andrés, connu sous le titre de Histoire générale des sciences et de la littérature, depuis les temps antérieurs à l'histoire grecque jusqu'à nos jours ; et a publié en français un Essai sur les plaisirs, 1804, in-8°, réimprimé à Milan et traduit en italien. Il a paru à Palerme, en 1814, un petit écrit du même auteur sous le titre de Précis de la vie de M. Ortolani.